# Orcines
Orcines is een gemeente in het Franse departement Puy-de-Dôme (regio Auvergne-Rhône-Alpes). Orcines telde op 1 januari 2022 3.584 inwoners. De plaats maakt deel uit van het arrondissement Clermont-Ferrand en van het gemeentelijk samenwerkingsverband Clermont Auvergne Métropole.

## Geografie
De oppervlakte van Orcines bedroeg op 1 januari 2022 42,73 vierkante kilometer; de bevolkingsdichtheid was toen 83,9 inwoners per km².

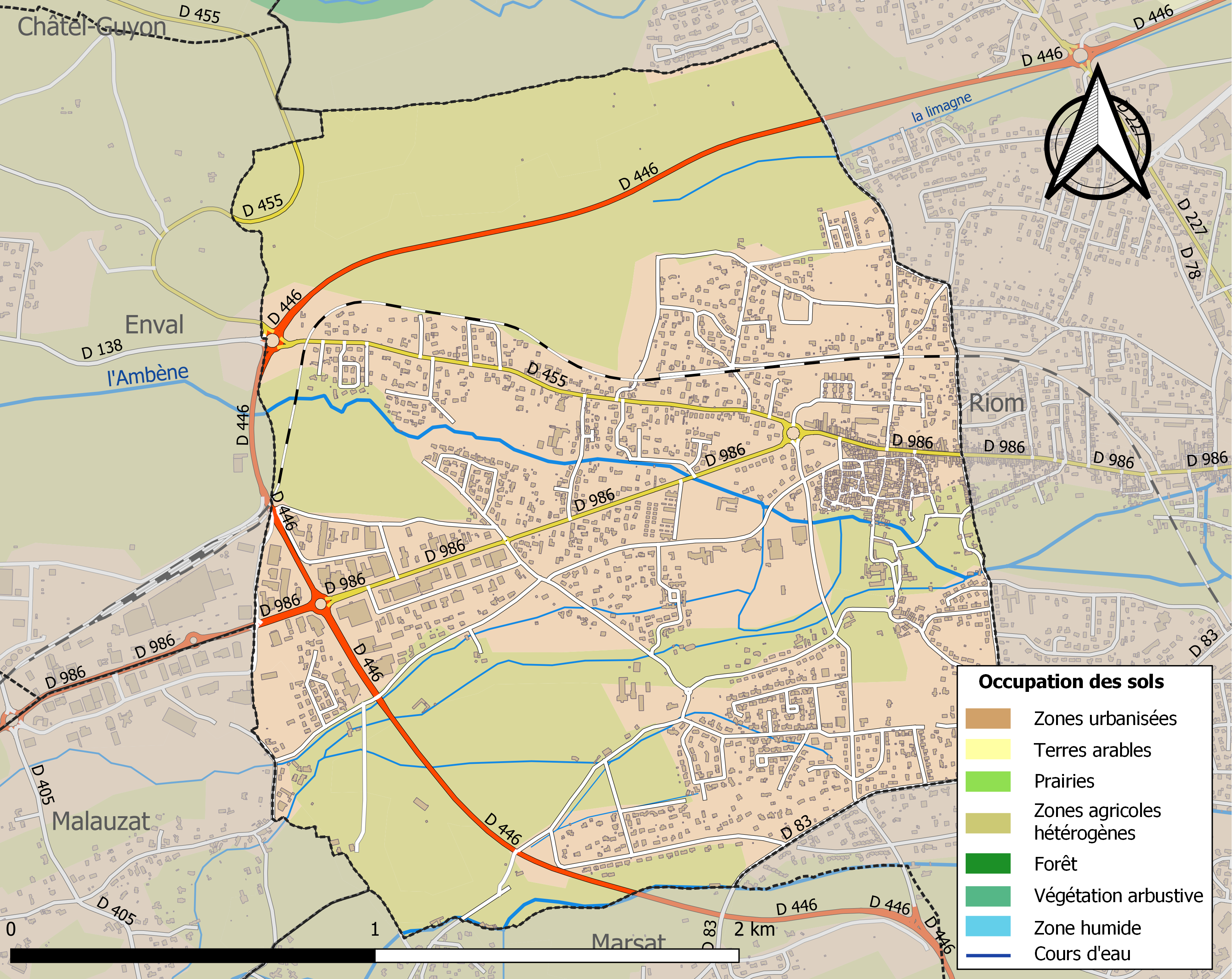
Kaart van de gemeente met belangrijkste infrastructuur, bodemgebruik en omliggende gemeenten

## Demografie
Onderstaande figuur toont het verloop van het inwonertal (bron: INSEE-tellingen).